# HMS Dido (37)
L'HMS Dido (Pennant number 37) fu la sesta nave della Royal Navy a portare questo nome. Era un incrociatore leggero dell'omonima classe, venne impostato il 26 ottobre 1937 nei cantieri Cammell Laird Shipyard di Birkenhead, varato il 18 luglio 1939 ed entrò in servizio il 30 settembre 1940, un anno dopo lo scoppio della Seconda guerra mondiale.

## Servizio
Dopo gli ultimi lavori di addobbo terminati nei primi giorni di novembre del 1940 entrò a far parte del 15º Squadrone incrociatori impegnato nel blocco del Golfo di Biscaglia per evitare l'uscita dell'incrociatore da battaglia Admiral Scheer. Nel marzo 1941 partecipò alla copertura navale al raid alle Isole Lofoten denominato Operazione Claymore.

### Nel Mediterraneo
Nell'aprile 1941 venne trasferito presso la Mediterranean Fleet ad Alessandria. Nel mese di maggio partecipò alle scorte ai convogli diretti a Malta. Il 29 del mese, insieme all'incrociatore Orion venne gravemente danneggiato da un attacco aereo tedesco dopo aver imbarcato truppe da Sphakia ed Heraklion sull'isola di Creta, riuscendo comunque a giungere ad Alessandria d'Egitto la sera stessa. Nel mese di giugno fece parte della forza al comando del Contrammiraglio Halifax, che aveva l'ordine di catturare il porto di Assab. La forza consisteva di una nave da trasporto, un mercantile armato e due sloop indiani. All'alba dell'11 giugno, con la copertura dell'oscurità, due motoscafi ciascuno con a bordo trenta uomini del Reggimento Punjab entrarono nel porto coperti da un bombardamento aereo e dalle bordate della Dido.

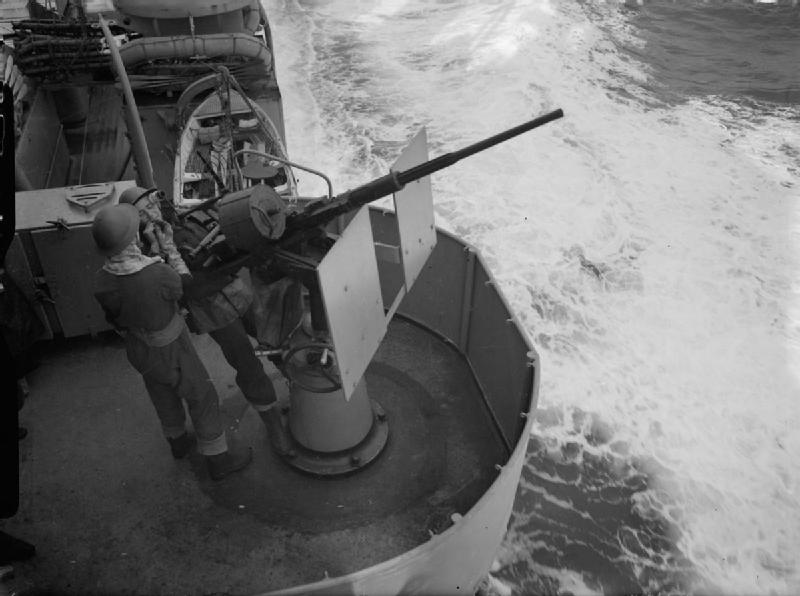
Il servente di un pezzo da 20 mm Oerlikon in una pausa durante un'azione nel Mediterraneo orientale

I soldati toccarono terra senza alcuna reazione, avendo colto la guarnigione italiana totalmente di sorpresa. Per le ore 0600 il gruppo di assalto entrò ad Assab, ultimo porto italiano sul Mar Rosso. Nel luglio seguente la Dido entrò in cantiere a Simon's Town, in Sudafrica per riparazione. In seguito venne trasferito a Durban per riparazioni più impegnative. Il 15 agosto salpò per gli Stati Uniti, dove venne raddobbata nei cantieri navali di Brooklyn. Per il dicembre successivo la nave fu di ritorno nel Mediterraneo, dove tornò a scortare i convogli di rifornimenti diretti da Alessandria a Malta.
Nei mesi di gennaio e febbraio del 1942 scortò i convogli diretti a Malta. Nel mese di marzo insieme alla sorella Euryalus e sei cacciatorpediniere bombardò l'isola di Rodi. Il 20 marzo partecipò alla scorta alla nave cisterna Breconshire carica di carburante diretto a Malta e necessario per gli aerei presenti sull'isola. Nel convoglio erano presenti anche la SS Clan Campbell, la Pampas e la norvegese Talabot, cariche di munizioni. Il convoglio venne intercettato dalle forze italiane in quella che divenne nota come la Seconda battaglia della Sirte e delle 26.000 tonnellate di materiali trasportati solo 5.000 giunsero a destinazione.
Il 19 luglio seguente insieme all'Euryalus e ai cacciatorpediniere Jervis, Javelin e Pakenham bombardò le posizioni italiane a Marsa Matruh.
Il 18 agosto 1942 raggiunse Massaua per riparazioni in seguito a dei danni ricevuti a poppa. In quel periodo la Dido e le sue sorelle Euryalus, Cleopatra e Sirius erano l'intera forza della Royal Navy nel Mediterraneo orientale e questo rendeva necessaria la massima celerità nelle riparazioni. Non essendo il bacino di carenaggio di Massaua abbastanza grande per l'incrociatore, la nave venne parzialmente tirata in secco da poppa, lasciando la prua in acqua. Le riparazioni terminarono in sei giorni.
Il 19 settembre insieme agli stessi cacciatorpediniere con cui aveva operato il 19 luglio a cui si aggiunse il Paladin bombardò la zona di Daba. Nel novembre seguente insieme all'Euryalus, l'Arethusa e a dieci cacciatorpediniere scortò a Malta un convoglio di quattro navi, giungendo a destinazione nonostante i continui attacchi aerei tedeschi.
Nell'aprile del 1943 venne trasferito di base ad Algeri da dove tornò in patria per un raddobbo radicale. Nel luglio fu di ritorno nel Mediterraneo in tempo per essere assegnata alla forza di copertura dell'Sbarco in Sicilia. Nel mese di agosto bombardò la zona del Golfo di Sant'Eufemia in Calabria in supporto all'avanzata dell'Ottava armata. Nel mese di settembre partecipò alle operazioni di sbarco della Prima Divisione aviotrasportata a Taranto

### Nell'Artico
Nell'ottobre del 1944 venne trasferito nell'Artico per scortare i convogli diretti in Unione Sovietica. Il mese successivo scortò al largo della Norvegia la portaerei Implacable impegnata ad attaccare un convoglio tedesco diretto a sud nell'area di Mosjøen, a nord dell'isola di Namsos. Nel maggio del 1945 si diresse a Copenaghen dove si trovavano dopo la resa gli incrociatori tedeschi Prinz Eugen e Nürnberg, scortandoli successivamente a Wilhelmshaven.

### Nel dopoguerra
Tra il marzo e l'agosto del 1946 ricevette la quinta torretta da 133 mm denominata Q durante dei lavori di riaddobbo. Nonostante fossero moderni, gli incrociatori di questa classe vennero ritenuti troppo piccoli e poco stabili per ricevere nuovo equipaggiamento. Nel settembre del 1946, entrò nel Secondo Squadrone Incrociatori. Nell'ottobre dell'anno successivo venne posto in riserva nel Gare Loch. Nel 1951 venne trasferito presso la Flotta di Riserva di Portsmouth. Nel novembre 1956 insieme alla nave sorella Cleopatra, con la quale aveva formato il gruppo ammiraglio della flotta di riserva, venne rimpiazzato dalla nave da battaglia Vanguard. Il 16 luglio 1958 venne demolito presso i cantieri Thomas W. Ward Ltd. di Barrow-in-Furness.
Lo stemma della nave è ancora oggi esposto presso i bacini di carenaggio di Simon's Town, in Sudafrica.